# Patrick Mendy
Patrick John Mendy (ur. 26 września 1990) – gambijski pięściarz wagi superśredniej, były mistrz świata WBF w boksie zawodowym.

## Kariera zawodowa
Na zawodowym ringu zadebiutował 6 marca 2009 roku, przegrywając na punkty z Travisem Dickensonem. W czerwcu 2010 wygrał popularny brytyjski turniej Prizefighter, pokonując w finale Sama Hortona.
W swojej karierze walczył z wieloma znanymi zawodnikami jak Polacy Kamil Szeremeta, Robert Świerzbiński, Fiodor Czerkaszyn, Robert Parzęczewski oraz byli mistrzowie świata Dmitrij Chudinow, Callum Smith, Hassan N'Dam N'Jikam oraz Lolenga Mock.